# Château Pichon-Longueville-Baron
Koordinaten: 45° 10′ 34″ N, 0° 45′ 9″ W

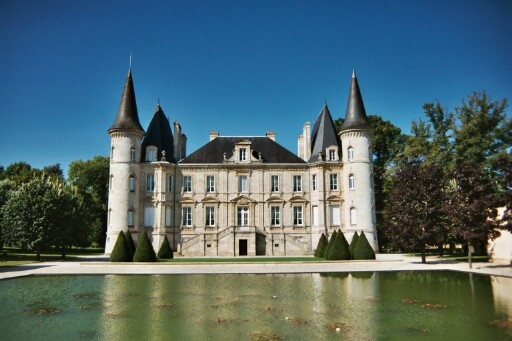
Château Pichon-Longueville (Baron) in St. Lambert bei Pauillac

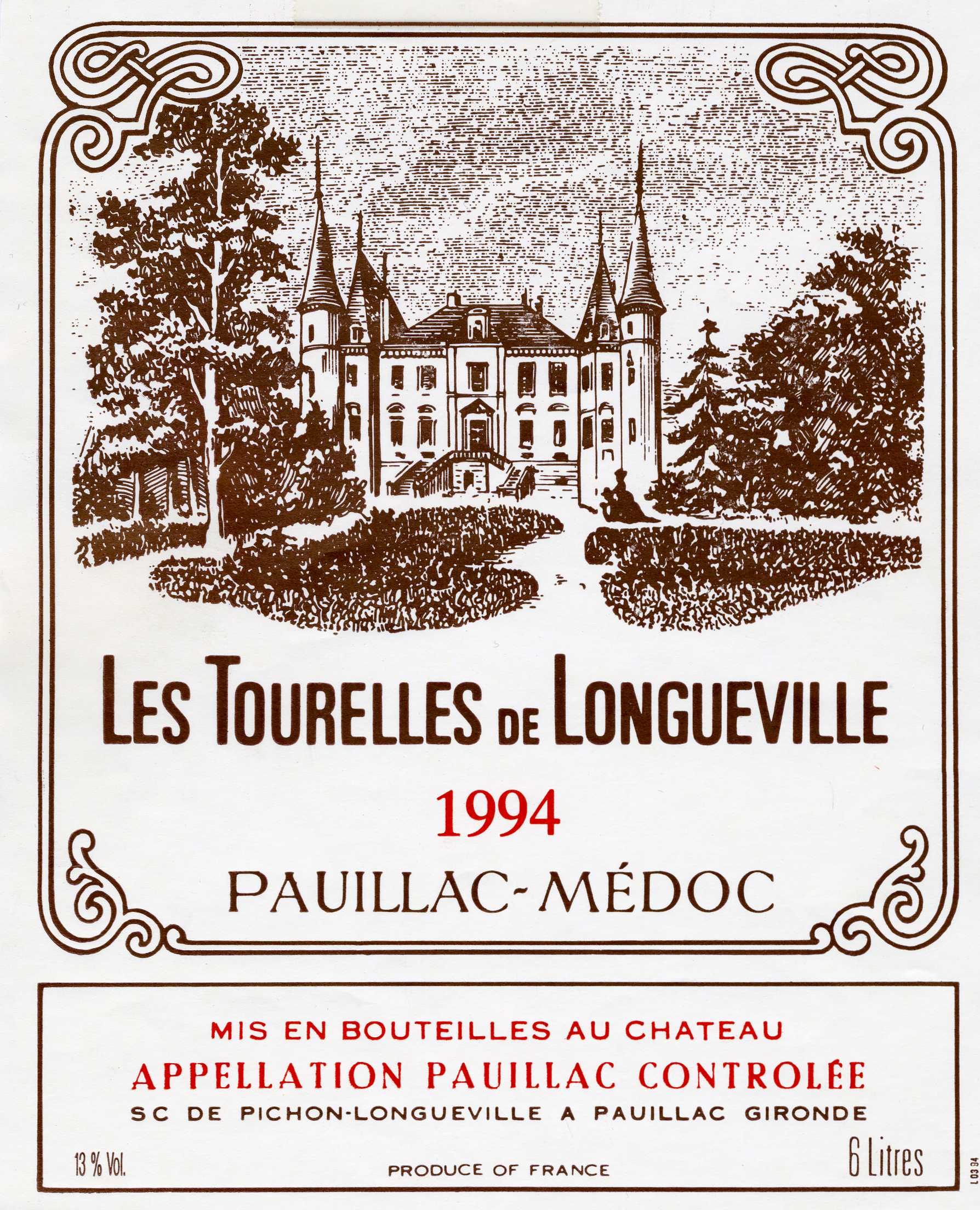
Das Etikett des Zweitweins Les Tourelles de Longueville

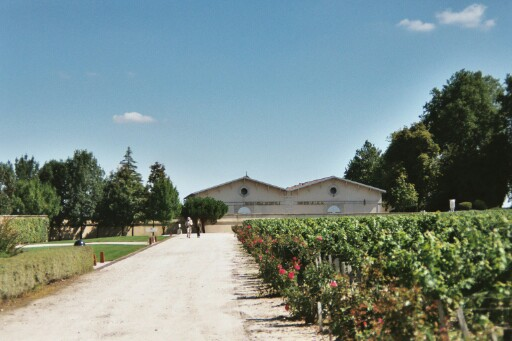
Reben von Longueville-Baron

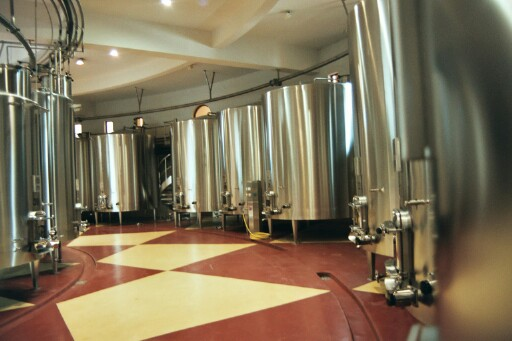
Der Gärkeller von Longueville-Baron

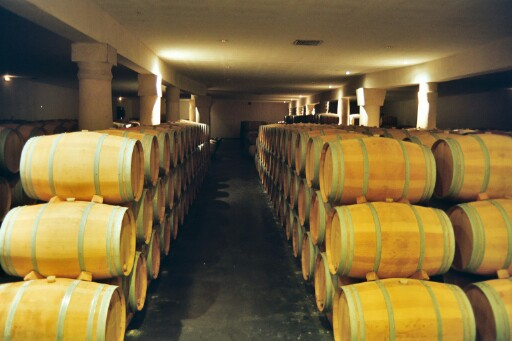
Fasskeller von Longueville-Baron

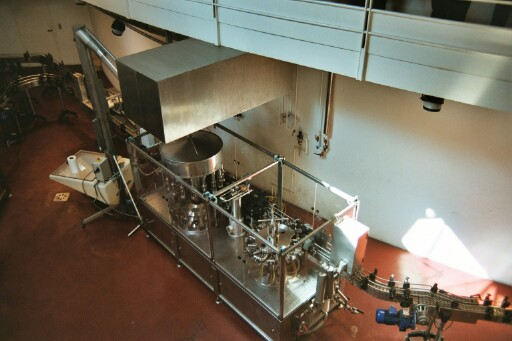
Abfüllanlage von Longueville-Baron

Das Château Pichon Longueville-Baron ist eines der berühmtesten Weingüter von Bordeaux. Seit der Bordeauxwein-Klassifikation von 1855 ist das Weingut als Deuxième Grand Cru Classé eingestuft, zweithöchste der Klassifikationen.
Es liegt in Pauillac an der Südseite des Vorortes Saint-Lambert, unmittelbar an der Gemeindegrenze zu Saint-Julien, und gegenüber dem Schwestergut Château Pichon-Longueville-Comtesse de Lalande, getrennt von der „Route du Vin“, der Départementsstraße D2.

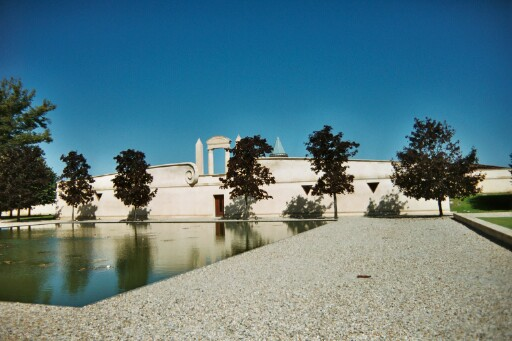
Der Weinkeller von Longueville-Baron

In direkter Nachbarschaft ist das Château Latour gelegen, ein Premier Cru Classé, und weitere drei Deuxième-Güter in Saint-Julien, Léoville (Las Cases, Barton und Poyferré).

## Geschichte
Diese beiden Güter waren früher bis vor rund 180 Jahren eines, Château Pichon-Longueville.
Die Flächen wurden von Pierre de Mazure de Rauzan ab 1660 erworben. Ihm gehörte auch das später geteilte Château Rauzan in Margaux. Im 17. Jahrhundert begann man im Médoc erst, die weitläufigen Sümpfe trockenzulegen und Weinbau zu betreiben. Die Tochter von de Rauzan heiratete im Jahr 1694 Jacques de Pichon, Baron de Longueville, der erster Präsident des Parlaments von Bordeaux war. Das Weingut wurde in „Château Pichon-Longueville“ umbenannt. Mitte des 19. Jahrhunderts wurde der Besitz aufgeteilt. Während der bisherige Besitzer, Baron Joseph de Pichon-Longueville 2/5 des Besitzes behielt, erhielten seine 3 Töchter (Sophie de Pichon, die Vicomtesse de Lavaur sowie die Comtesse de Lalande) drei Fünftel des Guts. Später übernahm ein männlicher Nachkomme namens Raul den kleineren Teil des Barons; daraus wurde das heutige Gut Château Pichon-Longueville Baron.
Das Weingut ist seit den 1980er Jahren in Besitz der Firma AXA Millésimes, ein Tochterunternehmen des Versicherungskonzerns AXA. Dieser veranstaltete kurz nach der Übernahme einen Architektur-Preiswettbewerb zur Renovierung des Weinkellers, dessen Sieger-Entwurf dann zu dem neuen, komplett in Edelstahl ausgerüsteten Gärkeller führte. Der Lichtkuppel-Turm ist eine schwebende Ringfundament-Konstruktion auf Schrägsäulen, ein überraschendes Bild.

## Der Wein
Die Rebflächen umfassen 73 ha und sind mit 60 % der Rebsorte Cabernet Sauvignon, 35 % Merlot, 4 % Cabernet Franc und 1 % Petit Verdot besetzt. Die Reben sind durchschnittlich 30 Jahre alt. Die Gesamtproduktion des Gutes umfasst ca. 420.000 Flaschen Wein im Jahr, wovon ca. 40 % auf den Zweitwein „Les Tourelles de Longueville“ entfallen.
„Pichon Baron“, wie das Gut auch kurz genannt wird, zeichnet sich durch einen Wein aus, der in sehr klassischer Pauillac-Machart entsteht. In guten Jahren entsteht regelmäßig exzellenter Wein beim Baron.
Der beste dort je entstandene Wein bislang ist der aus dem Jahrgang 2010. Dieser Wein wird von dem international anerkannten Weinkritiker Robert Parker mit 97–99 Parker-Punkten gewertet; ähnliche Bewertungen haben die Jahrgänge 2000 (97 Parker-Punkte) und 2009 (98 Parker-Punkte). Eine Flasche dieses Jahrgangs ist selten unter 150 Euro zu erstehen (Stand 2014).